# Тах
Тах (на гръцки: Тахос или Теос), или Джедхор (Teos, Tachos Τάχως, Djeho, др. ег. Te-hi) е вторият фараон от Тридесета династия на Древен Египет, управлявал през 362/60 – 359/58 г. пр.н.е.
През 365 г. пр.н.е. Тах е издигнат за съвместен фараон от баща си Нектанеб I и наследява властта след неговата смърт около 362/1 г. пр.н.е.
Тах трябвало да се противопостави на персите, които по това време заплашвали да нахлуят в Египет. За целта той поканил наемни войски от Спарта под ръководството на Агезилай II. На разположението на Тах били 80 хил. местни египетски войски, 10 хил. гръцки наемници под командването на атинянина Хабрий и 1000 спартански хоплита начело с престарелия Агезилай. Издръжката на големия брой наемници струвало много и довело до финансови затруднения, което накарало фараона да конфискува златото и среброто от храмовете в Египет и да ги обложи с налози. Това рязко настроило силната жреческа каста против управлението на Тах и спомогнало за бързото му сваляне. Тах будел неодобрение сред аристокрацията и заради прекаленото фаворизиране на наемния военачалник Хабрий, в чиято чест били преименувани два града.
Възползвайки се от неуредиците в Персийската империя, фараонът повел армията си на поход във Финикия и Сирия. Нито гърците, нито египтяните обаче били доволни от военачалническата му способност, затова скоро го напуснали и преминали на страната на въстаналия племенник на Тах – Нектанеб II, син на Tjahapimu, брат на фараона, оставен като негов наместник в Египет. Този метеж вероятно е бил подпомогнат финансово от персийския цар. Междувременно Хабрий отново бил отзован в Атина.
Гръцките наемници помогнали на Нектанеб II да се утвърди като владетел на Египет с одобрението на жреците. Останал без подкрепа, Тах избягал в Персия, където живял до смъртта си.